# جابر بن زید
جابر بن زید ازدی یُحْمَدی (یَحْمَدی) جَوفی حُرَفی با کنیه ابوالشعثاء (درگذشتهٔ ۹۳ق/۷۱۲م یا ۱۰۳ق/۷۲۱م یا ۱۰۴ق) فقیه، راوی حدیث و از تابعین صحابه بود.
اباضیه جابر بن زید را نخستین امام خود می‌دانند و به او اعتقاد بسیار زیادی دارند با این حال هیچ شاهدی بر اباضی بودن وی در دست نیست.